# Opernhaus Asmara

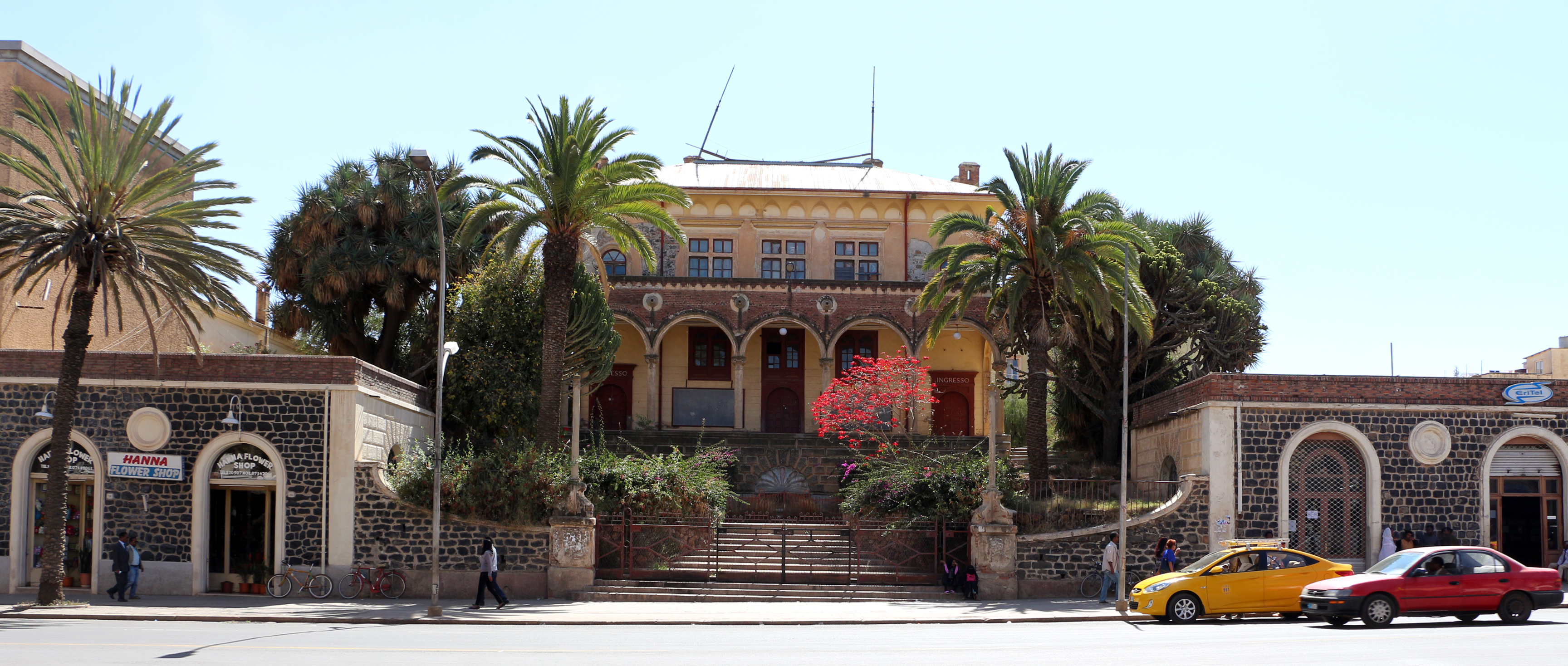
Opernhaus Asmara

Das Opernhaus Asmara ist ein Gebäude des späten eklektizistischen Historismus in Asmara, der Hauptstadt von Eritrea, und Teil des UNESCO-Welterbes Asmara: a Modernist City of Africa.

## Geografische Lage
Das Gebäude wurde in Hanglage am westlichen Ende und an der Südseite der heutigen Harnet Avenue, früher: Viale Mussolini, der Hauptstraße von Asmara, an der Ecke zur Beleza Street errichtet.

## Geschichte

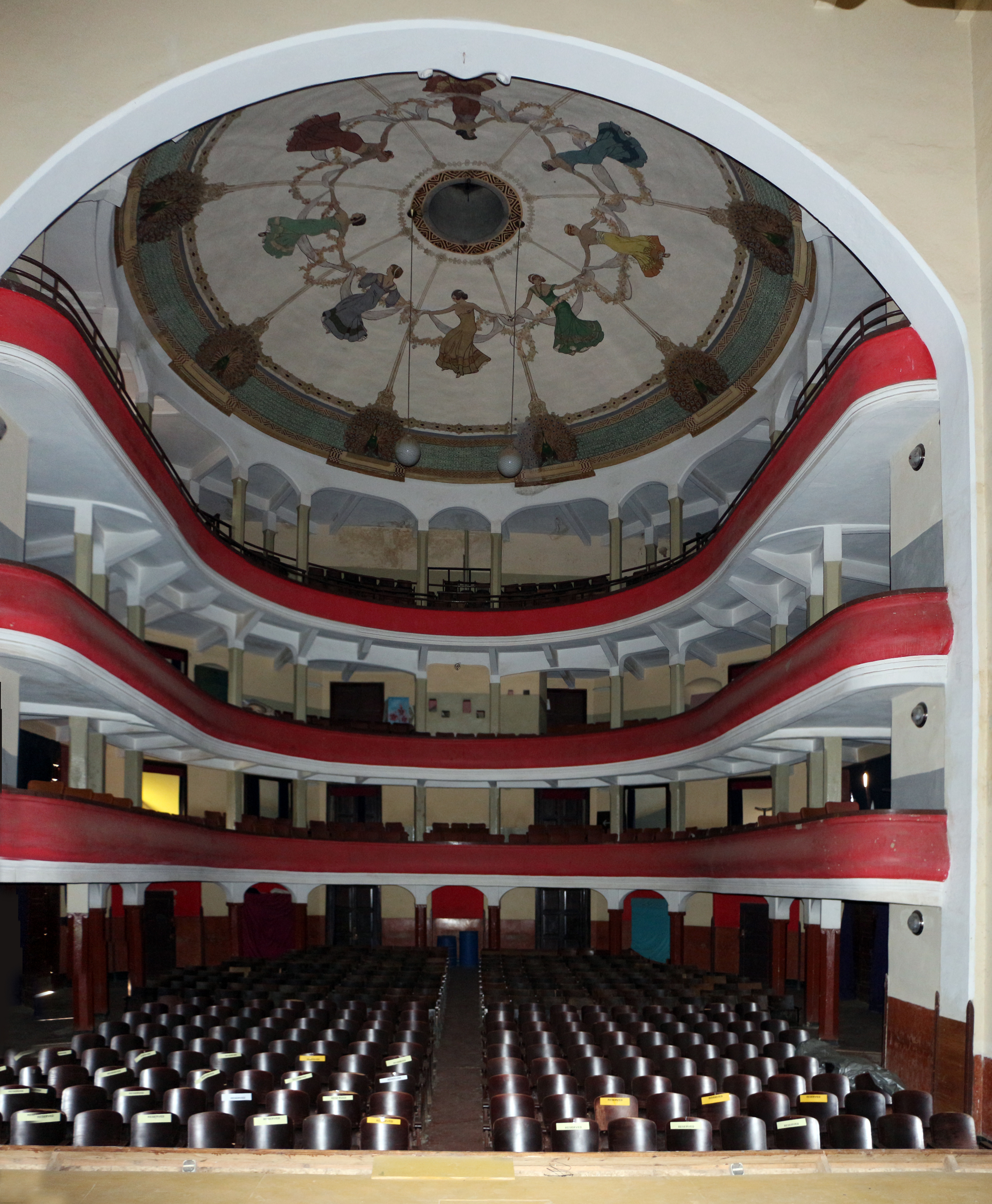
Zuschauerraum

Das Opernhaus wurde nach Plänen von Odoardo Cavagnari (1868–1920) 1920 fertiggestellt und war vermutlich sein letztes Werk. Die Gestaltung der unmittelbaren Umgebung aber konnte nicht mehr vollendet werden, da die Trägergesellschaft 1924 in Insolvenz fiel.
Das noch nicht genutzte Gelände im Umfeld des Opernhauses fiel an den Staat, der es 1927 an Investoren verkaufte, die zehn Jahre später hier Geschäfte und ein Tanzlokal errichteten. Das Opernhaus selbst wurde in ein Kino umgewandelt. Seitdem befindet sich ein Café im Foyer. Als Kino wurde das Gebäude bis 1957 genutzt.
Das Gebäude wurde nach der Föderation von Eritrea und Äthiopien 1952 auf Druck des äthiopischen Vizekönigs von den italienischen Eigentümern weit unter Wert an den Staat verkauft, nach anderen Angaben an einen Schwiegersohn des damaligen äthiopischen Kaisers, Haile Selassie.
Nach der Unabhängigkeit Eritreas 1991/93 wurde es in das Staatseigentum des neuen Staats übertragen. In einem Seitengebäude befindet sich die Hauptniederlassung des nationalen Telefonanbieters Eritel und das eigentliche Opernhaus wird gelegentlich als Theater genutzt. Der bauliche Zustand ist schlecht.

## Gebäude
Das Gebäude ist im Kern eine Stahlbeton-Konstruktion, was es nach außen aber zu verstecken sucht: Es vereint Elemente der Neoromanik und der Neorenaissance. Da es in Hanglage errichtet wurde, war es möglich, den Aufgang als monumentale Freitreppe zu gestalten, die beidseitig um einen muschelförmigen Brunnen herumführt und auf eine Renaissance-Loggia mit korinthischen Säulen ausgerichtet ist, die eine Vorhalle vor dem Gebäude bildet. Das übrige Äußere des Gebäudes, insbesondere die der Beleza Street zugewandte Seite, ist burgartig mit Zinnen und Türmen gestaltet.
Die Vorhalle öffnet sich zum Foyer, das wiederum Zugang zum Zuschauerraum gewährt. Dieser weist außer dem Parkett noch drei Ränge auf und fasst 750 Zuschauer. Die Ausmalung der Decke des Zuschauerraumes stammt von Francesco Saverio Fresa und weist in Richtung des Jugendstils. Der gleiche Maler hatte den Bogen über dem Proszenium mit einer tanzenden Eriträerin dekoriert. Dieses Gemälde existiert nicht mehr und wurde wohl schon in den 1930er Jahren beseitigt. Die Bühne ist relativ klein und ohne weitere technische Ausstattung.

## Welterbe
Am 8. Juli 2017 hat das Welterbekomitee der UNESCO den Welterbeantrag „Asmara: a Modernist City of Africa“ angenommen und in die Welterbeliste eingeschrieben. Das Opernhaus Asmara ist Bestandteil dieses Welterbes.